# I=U=WE : 序
I=U=WE : 序  es el segundo extended play (EP) del grupo de chicos Boy Story. El EP fue lanzado digitalmente y físicamente el 6 de enero de 2020 por JYP Entertainment y  Tencent. Contiene 5 canciones escritas por ellos mismos.

## Antecedentes y lanzamiento
Boy Story anuncio en su canal de YouTube la composición de nuevas canciones para su nuevo miniálbum. El 20 de marzo de 2019 ya mostraban material de su primera canción TRUST. El 22 de mayo de 2019 ya componían su segunda canción 如果(If).
El 5 de enero de este año pública un tráiler sobre su segundo miniálbum I=U=WE : 序 el cual fue compuesto por ellos mismos.
Finalmente la canción fue lanzada el 25 de diciembre de 2019 por el canal de la empresa JYP Entertainment .El tráiler del miniálbum fue lanzado el 5 de enero de 2020.
El 23 de marzo de 2020, Boy Story a través de su canal de You Tube lanzó su canción "Energy " perteneciente al miniálbum.

## Promociones
El 16 de mayo de 2020, Boy Story realizó un concierto en línea llamado STAGE: On Air (花季 的 告白) donde se mostró la coreografía oficial de las canciones pertenecientes al miniálbum I=U=WE: 序  como "Intro: BOY STORY " ,"Energy " y 序告白(Xù Gào Bái) - Prologue. Ese día registro una audiencia de 810,000 mil espectadores en vivo.
El 16 de mayo de 2020, Boy Story fue entrevistado por un noticiero Coreano KBS News ,en el cual promocionaban comida coreana y contaban sus vivencias en dicho país cuando fueron aprendices.
El 22 de mayo, Boy Story hace una colaboración con la marca surcoreana Sweet Monster y lanzan el proyecto B2WORLD, una miniserie animada que narra las aventuras de Boy Story y los Blue Mon Friends. La miniserie fue emitida a través de su canal de You Tube y Weibo.
El 7 de agosto de 2020 , Boy Story fue invitado en Bilibili World  en dónde presentaron sus canciones previas a su miniálbum así como también el baile de la canción Wannabe.
El 1 de septiembre de 2020, Boy Story realizó su segundo concierto en línea con el mismo nombre  dónde interpretaron las canciones del álbum.
El 20 de septiembre de 2020 celebraron su segundo aniversario a través de Weibo anunciaron su evento para su aniversario llamado "FLY 2 YOU " el cual reunió a 560,000 mil espectadores en vivo esa noche.

## Lista de canciones
| N.º   | Título                            | Letras    | Música                                                      | Arreglos                     | Duración |  |
| 1.    | «Intro: BOY STORY»                | Boy Story | OBROS , Zomay, Real Fantasy , Boy Story                     | OBROS , Zomay , Real Fantasy | 2:18     |  |
| 2.    | «如果(Rú Guǒ) – If»               | Boy Story | OBROS , Zomay , Real Fantasy , Boy Story                    | OBROS , Zomay , Real Fantasy | 3:28     |  |
| 3.    | «Energy»                          | Boy Story | OBROS , Zomay ,Sean Oh, Nancy Boy, Real Fantasy , Boy Story | OBROS , Zomay , Real Fantasy | 3:38     |  |
| 4.    | «序告白(Xù Gào Bái) - Prologue»   | Boy Story | OBROS , Zomay ,Sean Oh, Deyan, Real Fantasy , Boy Story     | OBROS , Sean Oh , Deyan      | 3:35     |  |
| 5.    | «Outro: 彼此(Bǐ Cǐ) - Each Other» | Boy Story | OBROS , Zomay , Real Fantasy , Boy Story                    | OBROS , Zomay , Real Fantasy | 2:19     |  |
| 18:00 |                                   |           |                                                             |                              |          |  |